# Міддлбері Тауншип (округ Тайога, Пенсільванія)
Міддлбері Тауншип (англ. Middlebury Township) — селище (англ. township) в США, в окрузі Тайога штату Пенсільванія. Населення — 1312 особи (2020).

## Демографія
Згідно з переписом 2010 року, у селищі мешкало 1285 осіб у 521 домогосподарстві у складі 392 родин. Було 662 помешкання
Расовий склад населення:
| - 99,4 % — білих - 0,2 % — корінних американців - 0,1 % — азіатів |

До двох чи більше рас належало 0,3 %. Частка іспаномовних становила 0,5 % від усіх жителів.
За віковим діапазоном населення розподілялося таким чином: 22,2 % — особи молодші 18 років, 61,5 % — особи у віці 18—64 років, 16,3 % — особи у віці 65 років та старші. Медіана віку мешканця становила 43,4 року. На 100 осіб жіночої статі у селищі припадало 103,3 чоловіків;  на 100 жінок у віці від 18 років та старших — 106,2 чоловіків також старших 18 років.
Середній дохід на одне домашнє господарство  становив 55 502 долари США (медіана — 53 917), а середній дохід на одну сім'ю — 61 212 долари (медіана — 58 088). Медіана доходів становила 51 389 доларів для чоловіків та 30 972 долари для жінок. За межею бідності перебувало 7,5 % осіб, у тому числі 8,5 % дітей у віці до 18 років та 3,5 % осіб у віці 65 років та старших.
Цивільне працевлаштоване населення становило 658 осіб. Основні галузі зайнятості: освіта, охорона здоров'я та соціальна допомога — 19,9 %, роздрібна торгівля — 14,3 %, будівництво — 10,5 %, транспорт — 10,0 %.